# Таксакій (скіф)
Таксакій (грец. Τάξακις) — представник правлячої династії скіфів, один із царів, відомий із опису Геродотом подій скіфського походу Дарія Великого, що відбувся у 514—512 рр. до н. е.
За Геродотом (Історія, IV, 120) під приводом Таксакія знаходилася та частина війська, яку було приєднано до головних сил Іданфірса / Ідантура. Якщо прийняти гіпотезу про тріадний військово-політичний устрій Європейської Скіфії, то частина війська, очолювана Таксакієм, відповідатиме лівому крилу — загонам, сформованим з вільних кочовиків на непостійній, непрофесійній основі (катіари та траспії?).
Етимологія імені:

грец. Τάξακις < ір.  *Tṷaxša-ka- — укр. «прагнучий».

## Таксакій в повідомлені Геродота (Історія, IV, 120)[5]
Дві інші частини(1), одна велика, яку очолював Ідантірс, і третя, на чолі якої був Таксакій, з'єднаються і до них ще приєднаються гелони та будіни.

## Інші відомі на сьогодення згадки цього імені та історичні персони з даним ім'ям
Наразі відомі два близькі атропоніми:

- Токсаміс (грец. Τόκσαμις) — разом з грец. Κιμέριος на вазі VI ст. до н. е.[7]
- Токсаріс
(грец. ΤΟΧΣΑΡΙ[Σ]) — ім'я однієї з амазонок на грецькій вазі межі VI—V ст.ст. до н. е.[7]
(лат. Toxaris, грец. Τόξαρις) — у діалогах Лукіана.[8]

| "Ім'я Токсаріс, звичайно, асоціювалося у греків зі словом τόξα - стріли. Можливо, воно навіть дещо перероблено на грецький лад: адже лук та стріли - звичайне озброєння скіфів, й скіфське ім'я було зрозуміло грекам з цієї точки зору. Легенда про зв'язок амазонок зі скіфами викликала до життя уявлення про те, що вони були одягнені й озброєні по-скіфськи. Це знайшло відображення й у їх іменах, утворених від слова «стріли». На вазах зустрічаються імена Токсіс та Токсофіла."[7] |